# Leopoldo Valfrè di Bonzo
Leopoldo Valfrè di Bonzo (Bra, 24 dicembre 1808 – Torino, 7 marzo 1887) è stato un politico e militare italiano.

## Biografia
Leopoldo Valfrè di Bonzo nacque in seno ad una nobile famiglia braidese, titolare del titolo comitale di Bonzo. Dopo gli studi compiuti a Torino presso l'Accademia Reale, viene nominato luogotenente di artiglieria nel 1828, prestando successivamente servizio nella prima compagnia di artiglieria e poi, dal '33 al '35, nelle batterie a cavallo. Ufficiale severo, dal rigido comportamento nelle esigenze del servizio militare, allo scoppio della prima guerra d'indipendenza (1848) è promosso maggiore, ma non prende parte alle campagne di quell'anno, né a quelle dell'anno successivo, perché viene nominato segretario del Consiglio superiore d'artiglieria. L'anno successivo assume l'incarico di segretario generale al Ministero della Guerra e solo dal 1855 può partecipare alla sua prima campagna, intervenendo alla spedizione in Crimea come comandante superiore d'artiglieria.
Dal 1860 inizia la fase più brillante della sua carriera, come generale di artiglieria, occupandosi in prima persona dell'assedio contro le piazze di Gaeta e Messina. Per i servizi prestati in questa impresa militare, viene insignito della Gran Croce dell'Ordine Militare di Savoia per la presa di Gaeta, e la medaglia al valor militare per la presa di Messina. Nel maggio del 1877, Valfrè viene collocato a riposo e contemporaneamente nominato senatore del Regno. Fra i suoi incarichi pubblici, anche la nomina a consigliere comunale di Torino e di direttore dell'Armeria Reale, attività alle quali si dedica negli ultimi anni della sua vita. Muore in Torino il 7 marzo 1887.
A Leopoldo Valfrè di Bonzo è stato dedicato l'8 luglio 2011 il corso addestrativo dell'esercito italiano VFP1 2 blocco durante il giuramento di 1400 soldati avvenuto a Capua presso la Caserma Salomone.

## Vita privata
Sposò Felicita Corbetta di Lessolo, dalla quale ebbe nel 1846 una figlia: Giuseppina, deceduta nel 1917.